# Пиперево (Штип)
Пиперево (мкд. Пиперево) је насеље у Северној Македонији, у средишњем делу државе. Пиперево је село у саставу општине Штип.

## Географија
Пиперево је смештено у средишњем делу Северне Македоније. Од најближег града, Штипа, насеље је удаљено 22 km јужно.
Насеље Пиперево се налази у историјској области Лакавица. Насеље је положено у долини реке Криве Лакавице, леве притоке Брегалнице. Југозападно од насеља издиже се Конечка планина. Надморска висина насеља је приближно 570 метара.
Месна клима је умерено континентална.

## Становништво
Пиперево је према последњем попису из 2002. године имало 20 становника.
Већинско становништво су етнички Македонци (100%).
Претежна вероисповест месног становништва је православље.